# Празеодимгексамедь
Празеодимгексамедь — бинарное неорганическое соединение, интерметаллид празеодима и меди с формулой Cu6Pr, кристаллы.

## Получение
- Сплавление стехиометрических количеств чистых веществ:

{\displaystyle {\mathsf {Pr+6Cu\ {\xrightarrow {962^{o}C}}\ PrCu_{6}}}}

## Физические свойства
Празеодимгексамедь образует кристаллы ромбической сингонии, пространственная группа P nma, параметры ячейки a = 0,8101 нм, b = 0,5081 нм, c = 1,0140 нм, Z = 4,
структура типа гексамедьцерия CeCu6.
Соединение конгруэнтно плавится при температуре 962 °C.
Является парамагнетиком Ван Флека (поляризационным парамагнетиком).